# Aylesford
Aylesford è una cittadina di 4.548 abitanti della contea del Kent, in Inghilterra.